# Балзак (Шарант)
Балзак (фр. Balzac (Charente)) је насељено место у Француској у региону Поату-Шарант, у департману Шарант.
По подацима из 2011. године у општини је живело 1324 становника, а густина насељености је износила 137,34 становника/km².

## Демографија
| 1962. | 1968. | 1975. | 1982. | 1990. | 2011. |
| ----- | ----- | ----- | ----- | ----- | ----- |
| 606   | 687   | 809   | 934   | 1.185 | 1.324 |